# Cock rock

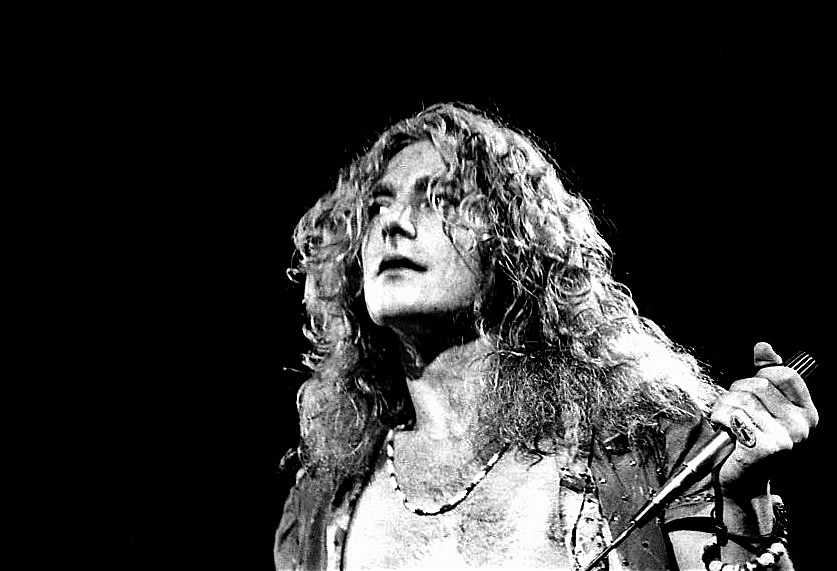
Robert Plant do Led Zeppelin, considerado um dos atos fundamentais para o desenvolvimento do cock rock, no palco em Nova Iorque, em 1973.

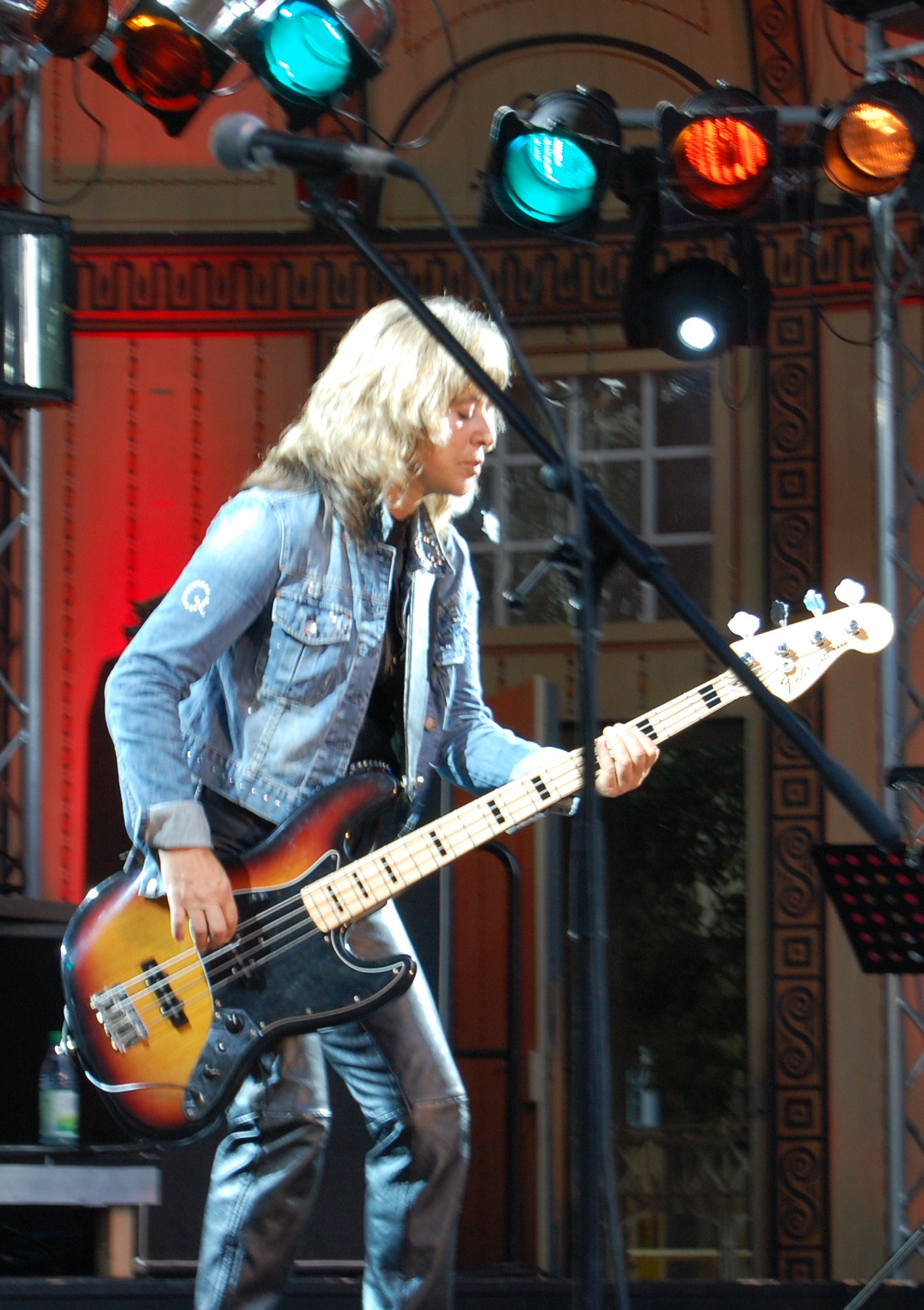
Suzi Quatro, a primeira baixista feminina a se tornar uma grande estrela do rock, no palco do Bad Kissingen (Alemanha), em 2011.

Cock rock é um subgênero do rock, que enfatiza uma forma agressiva da sexualidade masculina. O estilo, desenvolvido no final da década de 1960, ganhou destaque nas décadas de 1970 e 1980 e continua até o século XXI.

## Características
Cock rock é um gênero musical. Philip Auslander usa a descrição de Simon Frith das características do gênero:
"O desempenho do cock rock significa um compromisso explícito, bruto, a expressão 'magistral' da sexualidade ... interpretes de cock rock são agressivos, arrogantes, sempre desenhando a atenção do público as suas proezas e controle. Seus corpos estão em exposição ... microfones e guitarras são símbolos fálicos (ou são acariciados como corpos femininos), a música é alta, ritmicamente insistente, construída em torno de técnicas de estimulação e liberação. Letras são assertivas e arrogantes, mas as palavras exatas são menos significativas do que os estilos vocais envolvidos, os gritos estridentes e cantos."

## Uso do termo
O significado do termo cock rock mudou ao longo do tempo. Foi mencionado pela primeira vez por um autor anônimo na publicação feminista underground Rat sediada em Nova Iorque, em 1970, para descrever a indústria da música dominada por homens e tornou-se um sinônimo para o hard rock, enfatizando a expressão agressiva da sexualidade masculina, as letras muitas vezes misóginas e uso de imagética fálica. O termo foi usado pelos sociólogos Simon Frith e Angela McRobbie em 1978 para apontar ao contraste entre a predominância masculina sub-cultural do cock rock que era "agressiva, dominadora e arrogante" e as estrelas teenybop mais feminizadas com a música pop. O Led Zeppelin foi descrito como "os fornecedores por excelência de 'cock rock'". Outros atos de formação incluem os Rolling Stones, The Who e Jim Morrison do The Doors.
Em 1981, Frith descreveu as características do cock rock de uma forma que poderia se aplicar a artistas do sexo feminino, não apenas do sexo masculino. Em 2004, Auslander usou esta descrição das características do gênero para mostrar que Suzi Quatro (a primeira baixista mulher a se tornar uma grande estrela do rock) é uma mulher do cock rock.
Desde os anos 1980, o termo tem sido por vezes intercambiável com o hair metal ou glam metal. Exemplos deste gênero incluem: Mötley Crüe, Ratt, Warrant, Extreme, Cinderella, Pretty Boy Floyd, Jackyl, L.A. Guns, e Poison. Apesar do nome, muitas destas bandas tiveram ou têm grandes números de fãs femininas. O documentário paródia This Is Spinal Tap é uma paródia aclamada do gênero. No século XXI, houve um ressurgimento do gênero com o movimento sleaze de metal na Suécia, com atos, incluindo Vains of Jenna.

## Artistas
- Robert Plant[8]
- Suzi Quatro[10]:1–2
- Led Zeppelin[8]